# Robert Christopher Tytler

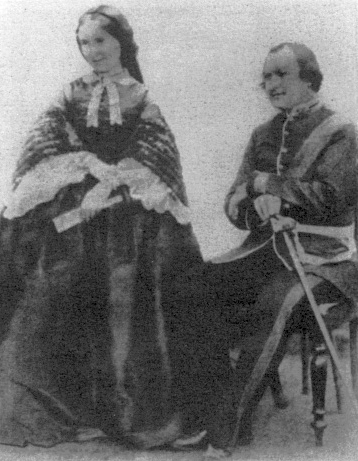
Robert und Harriet Tytler

Robert Christopher Tytler (* 25. September 1818; † 10. September 1872) war ein britischer Soldat, Amateurforscher und Fotograf. Von April 1862 bis Februar 1864 verwaltete Tytler als Superintendent von Port Blair aus die Andamanen und Nikobaren. Er hinterließ teilweise unersetzliche Fotodokumente zur Geschichte Britisch-Indiens.

## Leben
Tytlers Vater Robert wurde in Indien geboren und diente bis zu seinem Tod 30 Jahre lang im Sanitätsdienst der Bengalischen Armee (Bengal Army), seine Mutter war die Tochter eines deutschen Adligen namens Schneeberg.
Tytler trat 1834 in England als Kadett in die Bengalische Armee ein und nahm seinen Dienst in Britisch-Indien erstmals 1835 auf. Später kämpfte er bis zum Rückzug der Briten im Ersten Anglo-Afghanischer Krieg und im Ersten Sikh-Krieg. Während des Indischen Aufstandes von 1857 musste er aus Delhi fliehen. Seine Flucht führte ihn über Karnal im heutigen Bundesstaat Haryana nach Ambala, von wo aus er schließlich nach Delhi zurückkehrte.
Tytler heiratete seine erste Frau, Isabella Neilson, 1843. Ein Jahr nach ihrem Tod heiratete er 1848 Harriet Christina Earle, eine spätere Schriftstellerin, nach der Mount Harriet auf den Andamanen benannt ist. Harriet Tytler beschrieb später in mehreren Veröffentlichungen ihre Erlebnisse an seiner Seite. Beide waren begeisterte Fotografen und fertigten mit der damals neuartigen Technik hunderte von Fotografien an, die das Leben in Indien zeigten. Ein Teil der Aufnahmen wurde in den 1850er Jahren in englischen Zeitschriften abgedruckt.

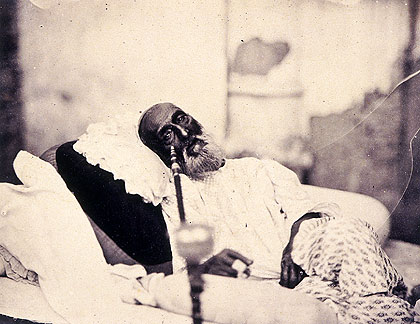
Bahadur Shah II. im Alter von 82 Jahren kurz vor seiner Verurteilung in Delhi 1858

1858 fotografierte Tytler in Delhi Bahadur Shah II. im Alter von 82 Jahren kurz vor seiner Verurteilung. Es ist möglicherweise die einzige Fotografie, die je von einem Großmogul gemacht wurde.
Im April 1862 wurde Tytler Superintendent in Port Blair und der dortigen Strafkolonie, in die vor allem politische Gefangene lebenslang verbracht wurden. Sein Umgang mit den Einheimischen und mehrere Fehlentscheidungen führten schließlich zu einem massiven Konflikt mit seinen Vorgesetzten in Britisch-Indien. In Folge wurde Tytler im Februar 1864 abberufen und auf einen Verwaltungsposten versetzt, auf dem er sich bis zu seinem Tod 1872 vor allem um das Museum in Shimla kümmerte.

## Zoologie
Es wurden mehrere Tier(unter)arten nach Tytler benannt: der Dünnschnabel-Laubsänger (Phylloscopus tytleri), der Skink Eutropis tytleri, die Froschart Hylarana tytleri sowie die Rauchschwalbenunterart Hirundo rustica tytleri.

## Veröffentlichungen
- Tytler, Robert Christopher (1863) in E. Blyth, Report of the Curator, Zoology Department. Jour. Asiatic Soc. Bengal 32:88.
- Tytler, Robert Christopher (1865) Description of a new species of Spizaetus. Proc. Asiatic Soc. Bengal 1865:112.
- Tytler, Robert Christopher (1865) Observations on a few species of geckos alive in the possession of the author. Journal of the Asiatic Society of Bengal 33 [1864]:535-548.
- Tytler, Robert Christopher (1868) Notes on the birds observed during a march from Simla to Mussoorie. Ibis, 2(4):190-203.
- Tytler, Robert Christopher (1854) Miscellaneous notes on the fauna of Dacca, including remarks made on the line of march from Barrackpore to that station. Ann. Mag. Nat. Hist. 2(14):168–177